# Obična božikovina
Obična božikovina (obična božika, božje drvce, lat. Ilex aquifolium) je biljka iz porodice Aquifoliaceae, porijeklom iz zapadne i južne Europe, sjeverozapadne Afrike i jugozapadne Azije. Pučko ime je božikovina, a znanstveno božika(?). Božika ili božikovina je autohtona biljka. Raste vrlo sporo, pa može doživjeti do 300 godina. Raste na dubljim, rahlim i karbonatnim staništima bukove i buko-jelove šume, a rjeđe u mješovitim šumama.
Koristi se kao božićna dekoracija pa je time postala ugrožena vrsta. Ova tradicija seže u keltsku kulturu, jer Druidi su vjerovali da stablo simbolizira sunce i spaljivali ga za zimskog solsticija. Kod Rimljani bila je posvećena bogu Saturnu .
Ova je vrsta zaštićena u Hrvatskoj od 9. lipnja 1953. god.

## Opis izgleda
Božikovina je zimzelena vrsta, koja raste kao manje drvo ili grm. Može narasti do 10 m visine. Raste u brdskim šumama i parkovima. Lišće je jednostavno, naizmjenično i kožasto. Na mladim je izdancima bodljikavo nazubljeno, a na odraslim cijelog ruba. Valovitost i bodljikavost se mijenja, a može i potpuno nestati. Cvjetovi su jednospolni i dvodomni, maleni i skupljeni u cvatove žućkaste boje. Plod je otrovna crvena koštunica veličine graška. Izgleda poput bobe.

## Uporaba u narodnoj medicini
U narodnoj medicini, listovi se preporučuju kao sredstvo protiv groznice i diuretik. Bobice imaju laksativni učinak.

## Sastav
Lišće i plodovi biljke sadrže alkaloid teobromin, kao i bojila ( ileksantin, rutin).

## Poveznice
- Bilje
- Medonosno bilje
- Pčelarstvo
- Pčela
- Autohtono bilje
- otrov

## Vanjske poveznice
https://pfaf.org/user/Plant.aspx?LatinName=Ilex+aquifolium